# فهرنهايت (لعبة فيديو 2005)
فهرنهايت (بالإنجليزية: Fahrenheit)‏ ، هي لعبة فيديو إلكترونية من نوع أكشن ومغامرات، أنتجت عام 2005م، وتعمل على أنظمة مايكرسوفت ويندوز وإكس بوكس وبلاي ستيشن 2.

## وصلات خارجية
- فهرنهايت على موقع IMDb (الإنجليزية)
- الموقع الرسمي
 (Europe) (archived from the original)
- Fahrenheit at كوانتيك دريم
- Fahrenheit على موبي غيمز